# Melen Çayı
Der Melen Çayı ist ein Fluss zum Schwarzen Meer in der Provinz Düzce sowie an der Grenze zur Provinz Sakarya.
Der Melen Çayı entspringt im äußersten Osten der Provinz Düzce, von wo er in westlicher Richtung durch die Provinz fließt und die Kreisstadt Yığılca passiert. Der Fluss heißt im Oberlauf Küçük Melen Çayı (küçük = „klein“).
Er wird von der Hasanlar-Talsperre aufgestaut. Danach fließt er in südwestlicher Richtung nördlich an der Provinzhauptstadt Düzce vorbei.
Westlich der Stadt Gölyaka am See Melen Gölü trifft der Fluss Aksu Deresi aus Westen sowie der kleinere Uğur Suyu aus Südosten auf den Küçük Melen Çayı. Anschließend heißt der Fluss Büyük Melen Çayı (büyük = „groß“) und strömt in nördlicher Richtung zum 35 km entfernten Meer.
Der Melen Çayı fließt an der Kleinstadt Cumayeri vorbei. Die letzten 10 km bildet er die Provinzgrenze zu Sakarya.
Der Fluss mündet bei der Ortschaft Melenağızı ins Schwarze Meer.
Der Melen Çayı hat eine Länge von ca. 100 km.
Das Einzugsgebiet des Melen Çayı umfasst 2317 km².
Es gibt Planungen, Wasser aus dem Einzugsgebiet des Melen Çayı zur Wasserversorgung von Istanbul abzuleiten.